# Dendrobium formosum
Дендробиум формозум, или Дендробиум красивый (лат. Dendrobium formosum) — вид многолетних трявянистых растений семейства Орхидные, или Ятрышниковые (Orchidaceae).

## Этимология
Видовое название «formosum» в переводе с латинского имеет следующие значения: красивый, прекрасный, изящный, стройный.
Вид не имеет устоявшегося русского названия, в русскоязычных источниках обычно используется научное название Dendrobium formosum.
Тайское название — Ueang Ngoen Luang.

## Природныеразновидности
- Dendrobium formosum var. giganteum[3]

## Биологическое описание
Симподиальное растение средних-крупных размеров.

Псевдобульбы поникающие, длиной до 45 см

Листья продолговатые-эллиптические, на конце тупые.
Цветки белые, ароматные, диаметром до 12,5 см.
Губа 2 см длиной, с жёлтым пятном от основания к центру.
Цветки образуются в верхней части зрелого побега.

## Ареал, экологические особенности
Ассам, Сикким, Бангладеш, восточные Гималаи, Индия, Непал, Андаманские острова, Мьянма, Таиланд и Вьетнам

Эпифит. Горные леса на высотах от 900 до 2300 метров над уровнем моря.

По другим данным произрастает на высотах 0-500 метров над уровнем моря.
Цветение (в Таиланде): октябрь-декабрь.
Относится к числу охраняемых видов (II приложение CITES)

## В культуре
Температурная группа — тёплая\умеренная.

Посадка на блок или в корзинку для эпифитов с сосновой корой средней и крупной фракции. Субстрат не должен препятствовать движению воздуха.
Период покоя выражен слабо, продолжается с октября по март. В этот период температуру воздуха и полив слегка сокращают. Частота полива должна быть подобрана таким образом, чтобы субстрат внутри горшка успевал почти полностью просохнуть, но не успел высохнуть полностью.
Относительная влажность воздуха 60—80 %.

Освещение: яркий рассеянный свет.

## Искусственныегибриды(грексы)
- Den. Formidible = Den. formosum × Den. infundibulum (1967) Registered by Takagi, Sak.
- Den. Dawn Maree = Den. formosum × Den. infundibulum